# Campeonato Mundial de Ciclismo en Pista de 1979

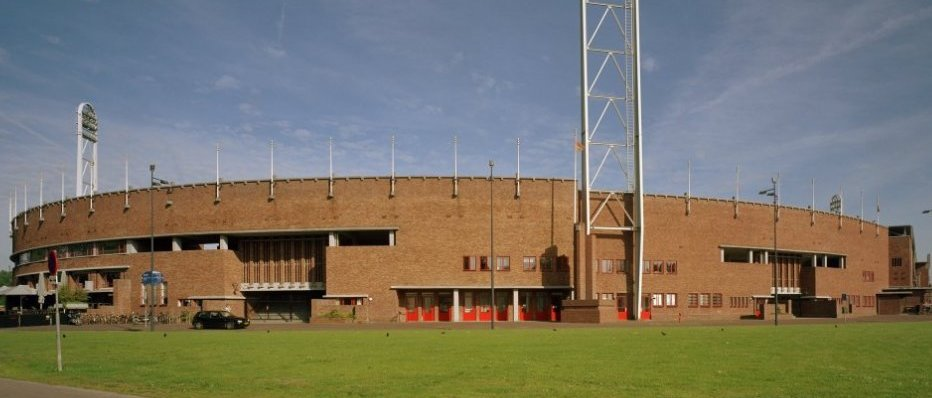
El Estadio Olímpico de Ámsterdam, sede del campeonato

El LXXVI Campeonato Mundial de Ciclismo en Pista se celebró en Ámsterdam (Países Bajos) entre el 29 de agosto y el 2 de septiembre de 1979 bajo la organización de la Unión Ciclista Internacional (UCI) y la Federación Neerlandesa de Ciclismo.
Las competiciones se realizaron en la pista del Estadio Olímpico de la capital neerlandesa. En total se disputaron 12 pruebas, 10 masculinas (3 profesionales y 7 amateur) y 2 femeninas.

## Medallistas

### Masculino profesional
| Evento                 | Oro                             | Plata                    | Bronce                         |
| ---------------------- | ------------------------------- | ------------------------ | ------------------------------ |
| Velocidad individual   | Koichi Nakano Japón             | Dieter Berkmann RFA      | Michel Vaarten · Bélgica       |
| Persecución individual | Bert Oosterbosch · Países Bajos | Francesco Moser · Italia | Herman Ponsteen · Países Bajos |
| Medio fondo            | Martin Venix · Países Bajos     | Wilfried Peffgen RFA     | Cees Stam · Países Bajos       |

### Masculinoamateur
| Evento                  | Oro                                                         | Plata                                                              | Bronce                                                                                     |
| ----------------------- | ----------------------------------------------------------- | ------------------------------------------------------------------ | ------------------------------------------------------------------------------------------ |
| Velocidad individual    | Lutz Heßlich RDA                                            | Emanuel Raasch RDA                                                 | Christian Drescher RDA                                                                     |
| Persecución individual  | Nikolai Makarov URSS                                        | Maurizio Bidinost · Italia                                         | Alain Bondue Francia                                                                       |
| Persecución por equipos | RDA Lutz Haueisen Gerald Mortag Axel Grosser Volker Winkler | URSS Viktor Manakov Vasili Ehrlich Vladimir Osokin Vitali Petrakov | Italia · Maurizio Bidinost · Pierangelo Bincoletto · Silvestro Milani · Alessandro Callari |
| 1 km contrarreloj       | Lothar Thoms RDA                                            | Gordon Singleton · Canadá                                          | Eduard Rapp URSS                                                                           |
| Carrera por puntos      | Igor Sláma Checoslovaquia                                   | Pierangelo Bincoletto · Italia                                     | Urs Freuler · Suiza                                                                        |
| Medio fondo             | Mattheus Pronk · Países Bajos                               | Guido Van Meel · Bélgica                                           | Gabriël Minneboo · Países Bajos                                                            |
| Tándem                  | Francia Yavé Cahard Franck Dépine                           | RFA Dieter Giebken Hans-Peter Reimann                              | Checoslovaquia Vladimír Vačkář Miroslav Vymazal                                            |

### Femenino
| Evento                 | Oro                                     | Plata                              | Bronce                    |
| ---------------------- | --------------------------------------- | ---------------------------------- | ------------------------- |
| Velocidad individual   | Galina Tsariova URSS                    | Truus van der Plaat · Países Bajos | Sue Novara Estados Unidos |
| Persecución individual | Cornelia van Oosten-Hage · Países Bajos | Anne Riemersma · Países Bajos      | Luigina Bissoli · Italia  |

## Medallero
| Núm. | País           | Oro | Plata | Bronce | Total |
| ---- | -------------- | --- | ----- | ------ | ----- |
| 1    | Países Bajos   | 4   | 2     | 3      | 9     |
| 2    | RDA            | 3   | 1     | 1      | 5     |
| 3    | URSS           | 2   | 1     | 1      | 4     |
| 4    | Checoslovaquia | 1   | 0     | 1      | 2     |
| 4    | Francia        | 1   | 0     | 1      | 2     |
| 6    | Japón          | 1   | 0     | 0      | 1     |
| 7    | Italia         | 0   | 3     | 2      | 5     |
| 8    | RFA            | 0   | 3     | 0      | 3     |
| 9    | Bélgica        | 0   | 1     | 1      | 2     |
| 10   | Canadá         | 0   | 1     | 0      | 1     |
| 11   | Estados Unidos | 0   | 0     | 1      | 1     |
| 11   | Suiza          | 0   | 0     | 1      | 1     |
|      | TOTAL          | 12  | 12    | 12     | 36    |